# Hasselmus
Hasselmus (Muscardinus avellanarius) är en liten gnagare som tillhör familjen sovmöss och som ensam placeras i släktet Muscardinus. Den förekommer i lövskogar i stora delar av Europa och norra Mindre Asien. Hasselmusen väger 17–20 gram under sommaren, men ökar sin vikt fram till vinterdvalan till 30–40 gram. Övervintringen sker från oktober till april eller maj. Hasselmusen är Närkes landskapsdjur.

## Utseende och anatomi
Hasselmusen blir 6 till 9 cm lång och har därtill en svans som är nästan lika lång. Den långa svansen är ganska långhårig och påminner lite om en ekorres. Den är brun på ovansidan och lite ljusare på undersidan. Hasselmusen är gulbrunaktig eller rostgulaktig på ovansidan, med svarta spetsar på stickelhåren. Den är ljusare på kroppssidorna och blekt rostgulaktig på undersidan, utan färggräns, samt vitaktig på hakan, strupen och bröstet. Den har kort nos, rundade öron och stora ögon. Den är anpassad till trädklättring och har stor gripförmåga och rörlighet i tårna. Hasselmusen har fyra kindtänder i varje käkhalva. Med undantag för den främsta har de platta kronor, med fem till sju tvärställda emaljslingor.
Vikten varierar mellan 15 och 40 g. Huvudet kännetecknas av stora ögon och medelstora öron.

## Utbredning
Hasselmusen förekommer i Europa och norra Mindre Asien. Den förekommer över stora delar av  kontinentala Europa men saknas på Iberiska halvön, i sydvästra Frankrike och norra delarna av Skandinavien och Ryssland. Den förekommer inte heller i Ukraina och södra Ryssland. Den förekommer på södra Brittiska öarna, Korfu och Sicilien. I alperna förekommer den på höjder upp till 1 920 meter. Hasselmusen förekommer sällsynt och lokalt i södra och mellersta Sverige.

## Ekologi

### Biotop och bo
Hasselmusen är beroende av buskar och sly för skydd och näring och om undervegetationen röjs försämras kraftigt dess överlevnadsmöjligheter.
Hasselmusen vistas huvudsakligen i träd. Varje individ har ett revir med en radie på 150–200 meter. Reviret markeras med urin och sekret från analkörtlarna. Sommarboet, som byggs av löv, mossa, torrt gräs ormbunkar och andra växtdelar, fästs på grenarna av någon tät buske, upp till 5 meter över marken. Vintern tillbringar den i ett väl ombonat bo under trädrötter, i trädhål och liknande. Under vinterdvalan sjunker kroppstemperaturen markant.

### Föda
Hasselmusen är en allätare och dess föda utgörs av bok- och ekollon, hasselnötter, bär och andra växtdelar. Den äter även insekter, fågelägg och mindre ryggradslösa djur.

### Fortplantning och nativitet
Ungar föds mellan juni och oktober och i Europa sker de flesta födslar i juni och juli. Allmänt parar sig unga hannar och honor efter första vintern. Hasselmusen får ungar två gånger per år, 3–6 ungar per kull. Dräktigheten varar i 22–24 dagar. Honan har fyra par spenar och ungarna dias ungefär en månad. Kort efteråt blir ungarna självständiga. Individerna blir ofta 3–5 år gamla.

### Naturliga fiender
Hasselmusen jagas huvudsakligen av rovdjur som rödräv, vessla och hermelin. Andra fiender är rovfåglar och ugglor. Hasselmusen kan inte försvara sig och måste därför fly. När musen håller vinterdvala grävs den ibland upp av vildsvin.

## Status och hot
Globalt är inte hasselmusen hotad, utan kategoriseras som livskraftig (LC) av IUCN. Däremot minskar den lokalt i sitt utbredningsområde, främst på grund av habitatförstöring. Eftersom den är beroende av buskar och sly för skydd och näring försämras dess överlevnadsmöjligheter kraftigt när undervegetationen röjs. På grund av fragmentering av lämpliga habitat har arten minskat i norra Europa, exempelvis i England, Danmark och Sverige. Hasselmusen är fridlyst i Sverige.